# Parepierus simplex
Parepierus simplex är en skalbaggsart som först beskrevs av Thomas Broun 1886.  Parepierus simplex ingår i släktet Parepierus och familjen stumpbaggar. Inga underarter finns listade i Catalogue of Life.